# Louis Mercier (fotograf)

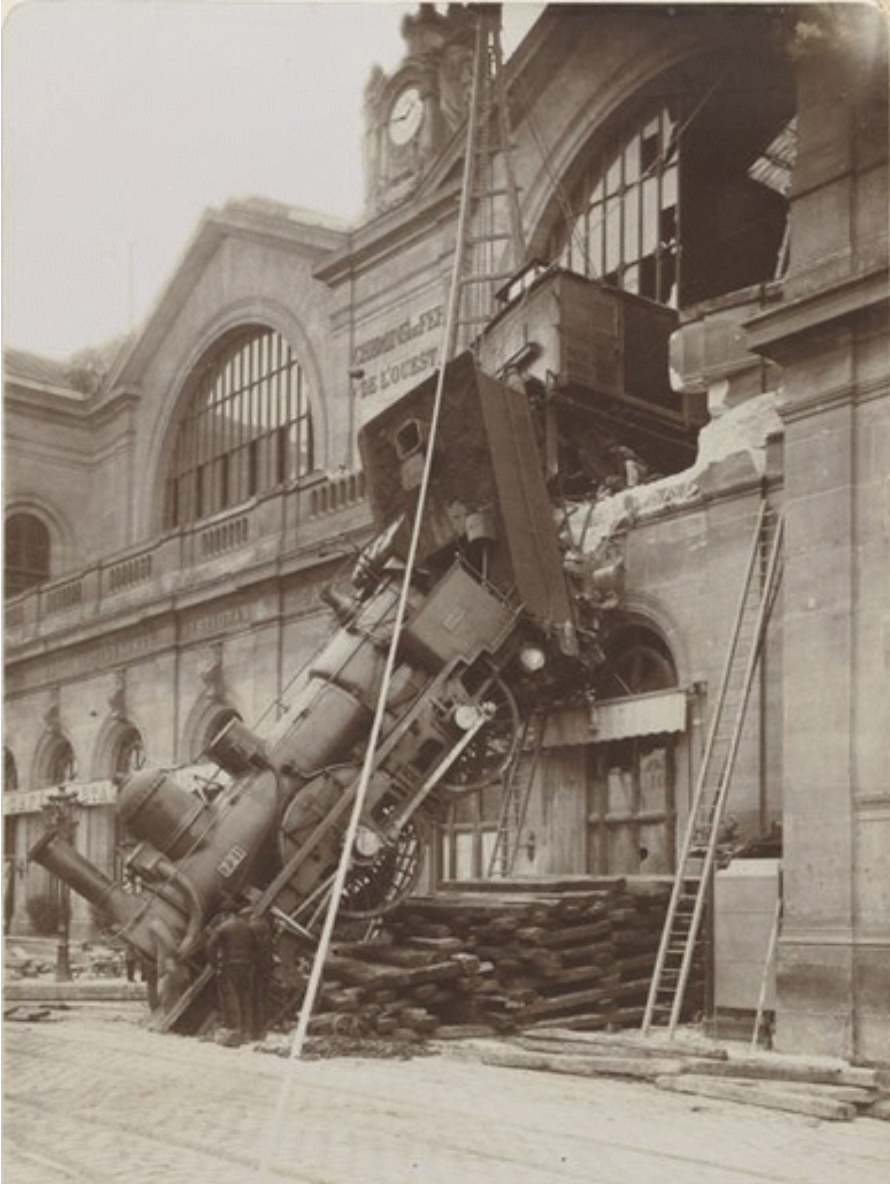
Železniční nehoda na nádraží Montparnasse, 1895

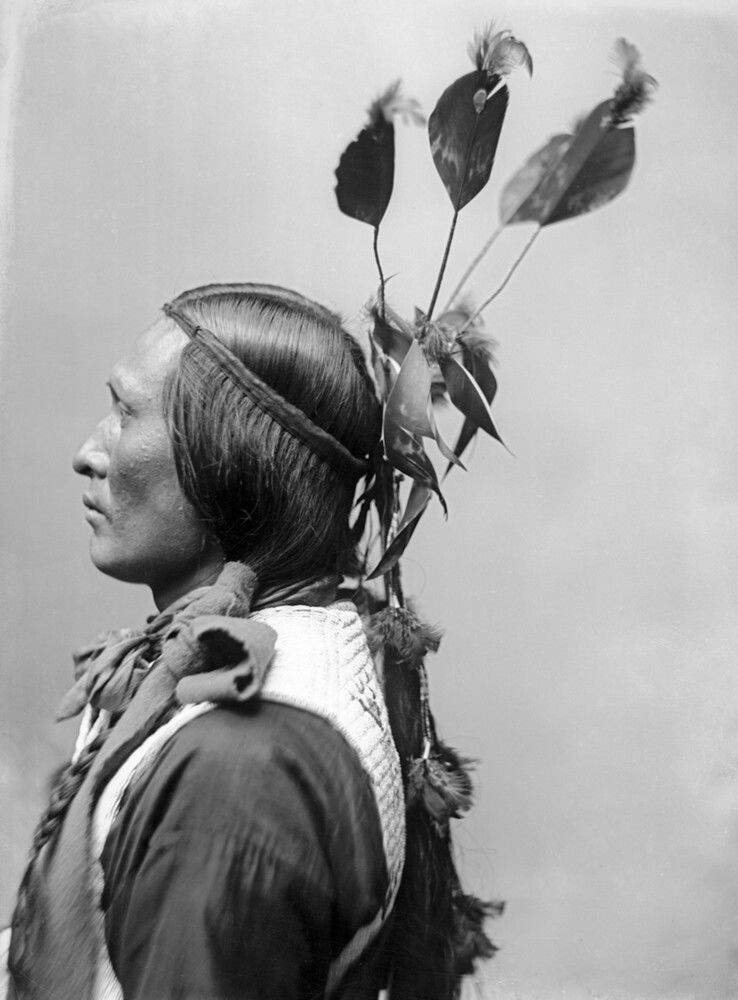
Portrét náčelníka kmene Siouxů, 1905

Louis Mercier (2. července 1866, Angers – po roce 1914, Cabourg) byl francouzský vydavatel a fotograf specializující se na fotografickou reprodukci uměleckých děl.

## Životopis
Louis Mercier, syn obchodníka s hardwarem z Angers, získal bakalářský titul, nějakou dobu pracoval se svým otcem a poté se přestěhoval do Paříže. Kvůli svému křehkému zdraví byl v roce 1866 osvobozen z vojenské služby. Zajímal se o fotografii, což byl ve své době v Paříži slibný obor v plné expanzi. Jeho první aktivity nezávislého fotografa spadají do konce 80. let 19. století. Skupoval prostředky svých konkurentů, jako byli Jean Dumeteau (1838–1916) a Charles-Louis Michelez, po jeho smrti v roce 1894, stejně jako Edmond Forterre a G. Moretti, kteří mu přenechali svůj ateliér na adrese rue de Ponthieu 27 v šestém patře. Mercier se specializoval na fotografickou reprodukci uměleckých děl, obrazů a soch, které publikoval v albech, která se v té době velmi dobře prodávala. Používal reprodukce, které sám zhotovil, stejně jako dalších fotografií, které kupoval od svých kolegů.
V roce 1889 u příležitosti Světové výstavy v Paříži fotografoval Eiffelovu věž, park Champ-de-Mars a různé pavilony. Za tyto fotografie získal čestnou medaili. Od roku 1896 se mu říkalo „Státní fotograf každoročních salonů“, alba produkoval každý rok až do roku 1901. Díky ziskovosti své činnosti Mercier rozšířil svou dílnu, pronajal si také nižší patra a poté v roce 1911 rozšířil na adresu rue du Colisée 18, která byla poblíž. V roce 1907 mu ministerstvo udělilo Řád akademických palem, v roce 1908 získal hodnost důstojníka.
V roce 1914 v plné prosperitě prodal negativy svých fotografií a svá reprodukční práva obchodníkovi s obrazy Laurentovi Olliverovi, rue de Seine, právě tam se v roce 1938 Jean-Victor Fischer a Hélène Roger usadili a založili agenturu Roger-Viollet, která obnovila Mercierovu sbírku, tedy více než 30 000 negativů.
Louisi Mercierovi bylo 48 let, když se přestěhoval do své vily v Cabourgu, a od té doby o něm nejsou v pramenech zmínky.

## Významné fotografie
- V roce 1895 byl Mercier autorem[5] jedné z fotografií vlakového neštěstí na stanici Montparnasse, jehož tisk je uložen v Musée d'Orsay[6]. Existuje několik verzí této události fotografovaných ze stejného úhlu, ale v různém čase, lokomotiva byla na místě několik dní. Agentura Roger-Viollet má negativ připisovaný bratřím Neurdeinům[7] a výtisk uchovávaný v muzeu Carnavalet je přičítán Albertu Brichautovi[8].
- V roce 1905 Mercier produkoval zprávu o příjezdu do Paříže Wild West Show Buffalo Billa. Při této příležitosti vytvořil velmi pozoruhodné portréty Siouxů.

## Publikace
- Albums photographiques des œuvres d'art achetées par l'état, principalement aux Salons à Paris, Louis Mercier est le photographe pour les années 1896 à 1900. [voir en ligne] sur le site des Archives Nationales. (Fotografická alba uměleckých děl zakoupená státem, zejména v salonech v Paříži, Louis Mercier je fotografem v letech 1896 až 1900. viz online na webových stránkách Národního archivu.)

## Galerie

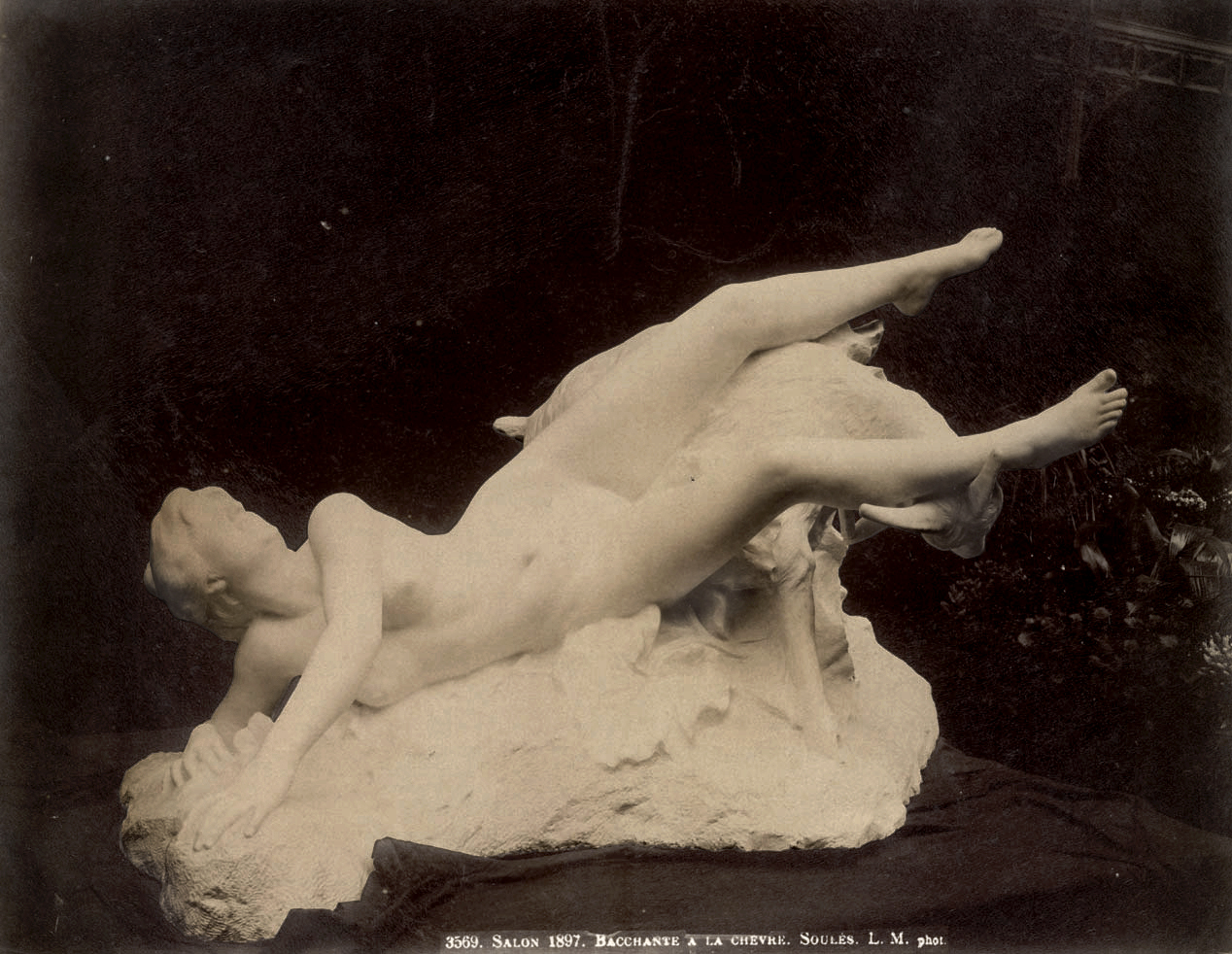
Bacchante à la chèvre marbre, sochař Félix Soulès
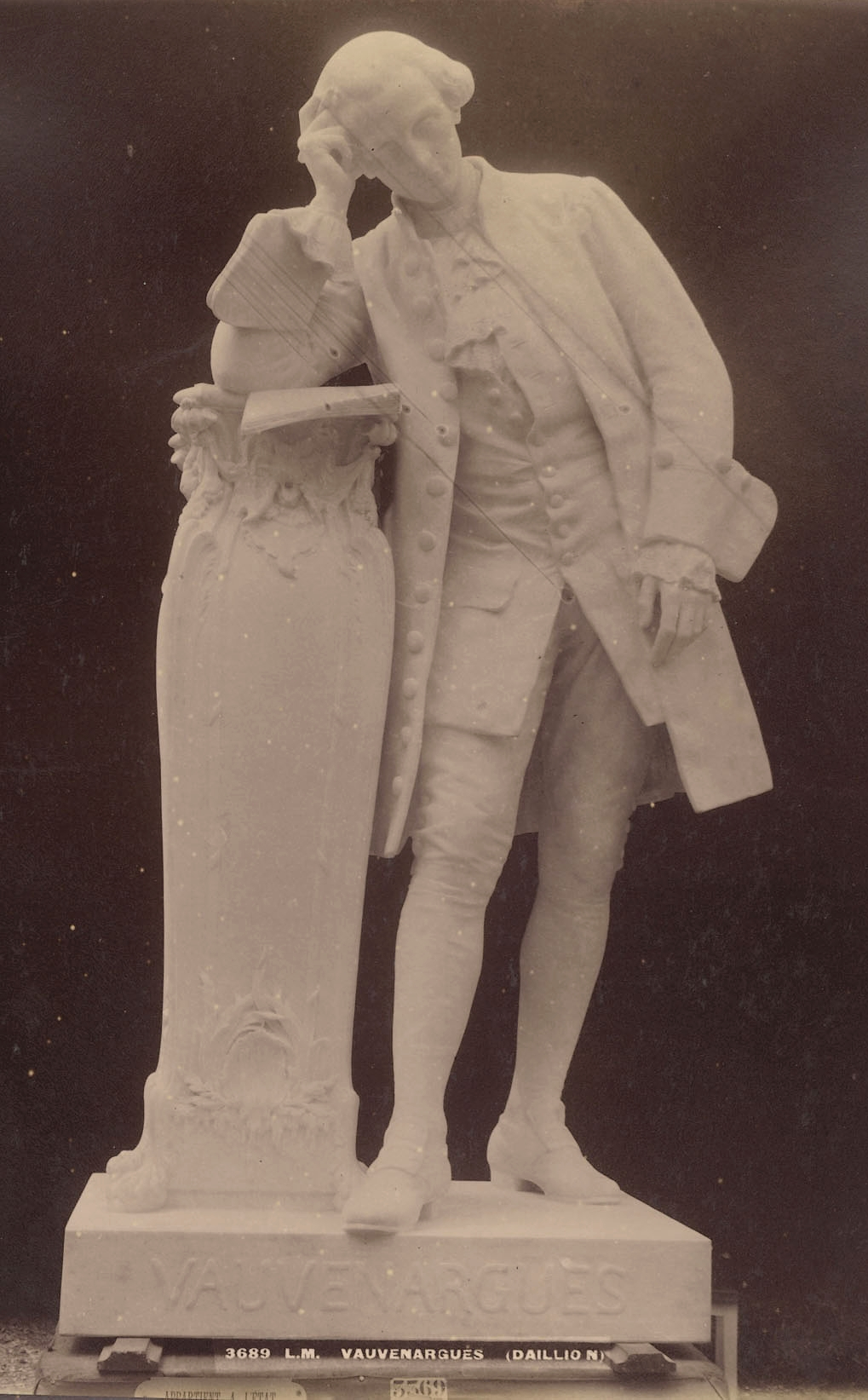
Horace Daillion st de Vauvenargues 1899